# تشارلز بيكر (رسام)
تشارلز بيكر (بالإنجليزية: Charles Baker)‏ هو رسام أمريكي، ولد في 1839 في نيويورك في الولايات المتحدة، وتوفي في 1888.